# Aminoácido aromático

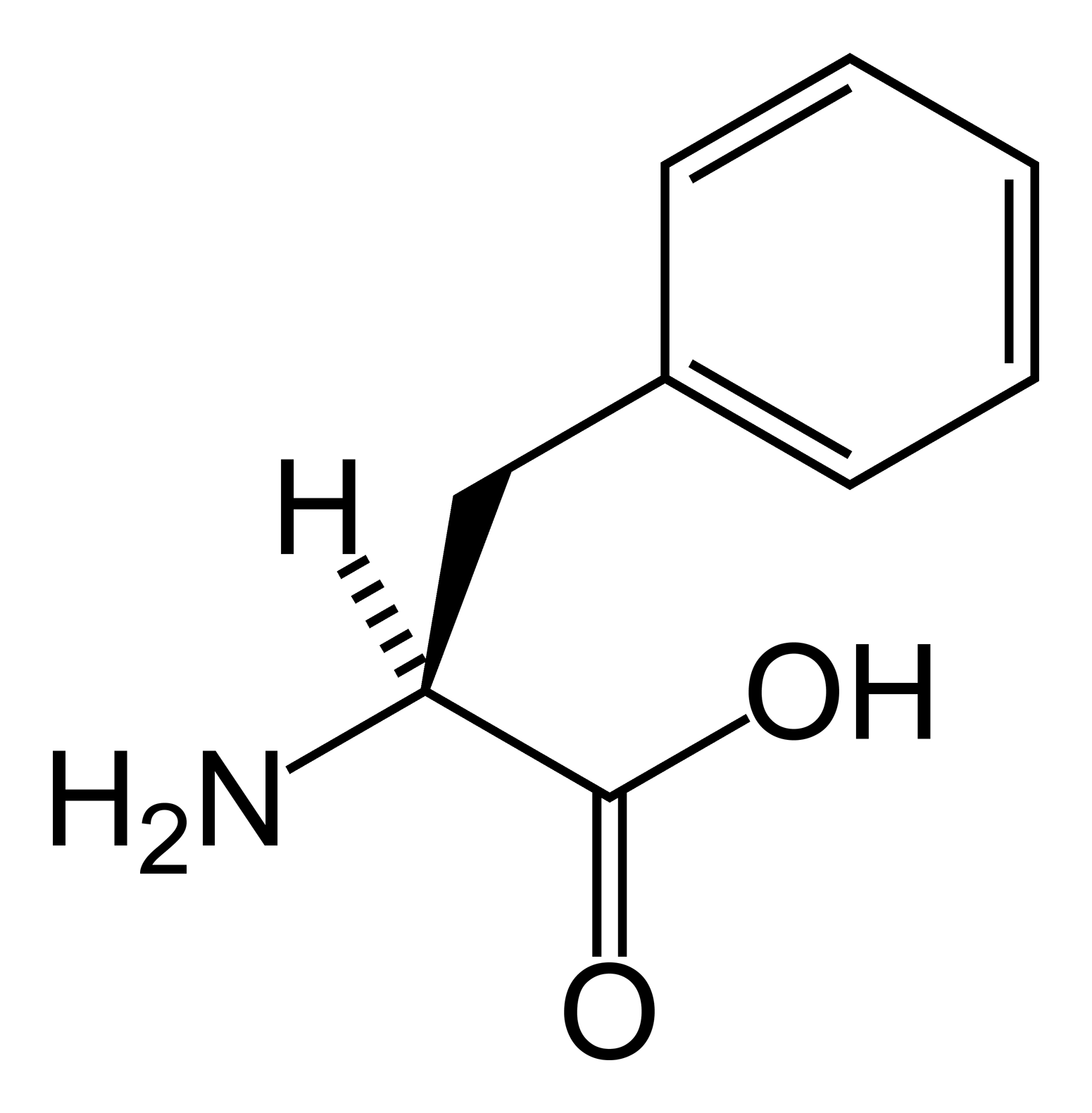
Fenilalanina

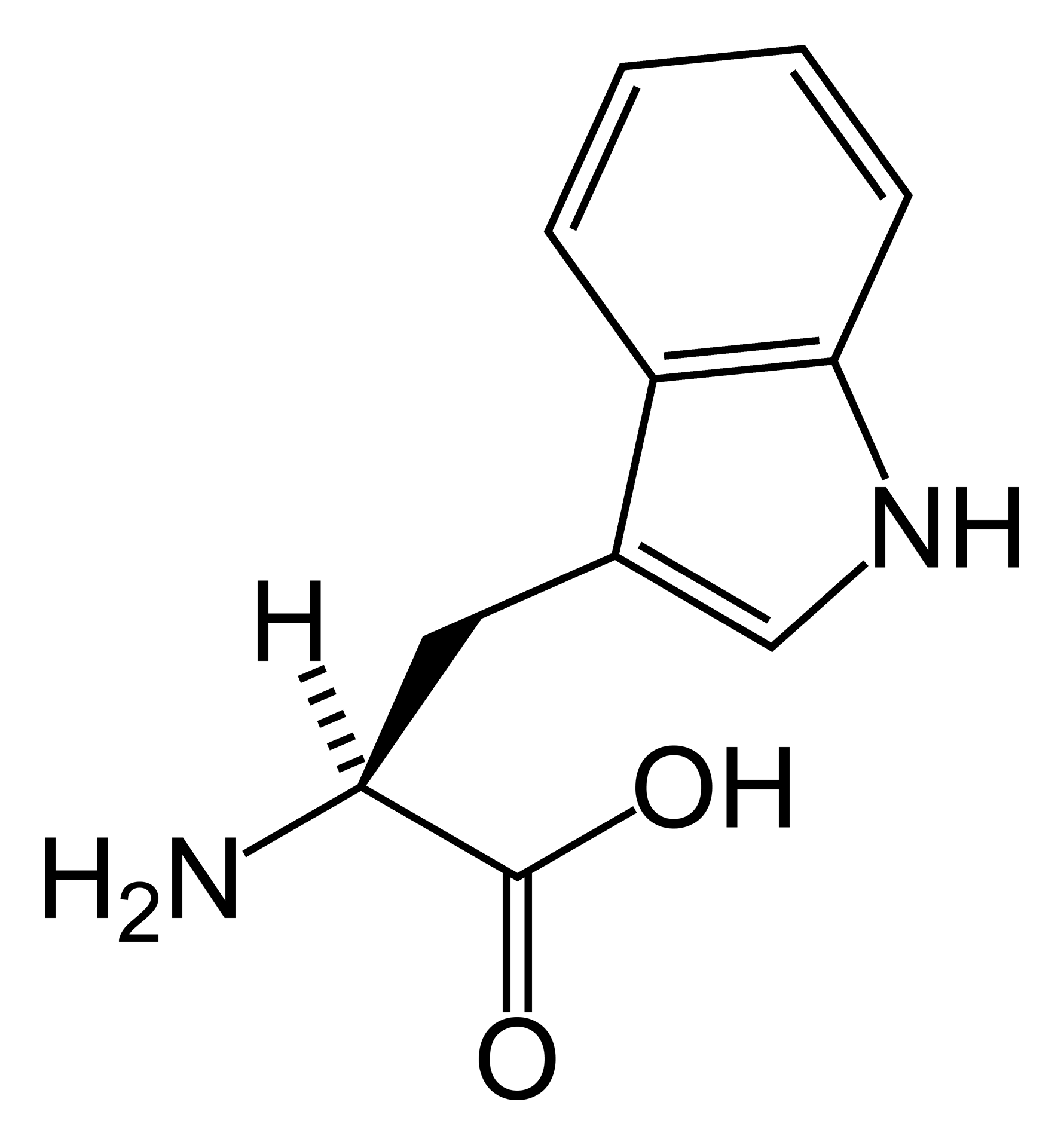
Triptófano

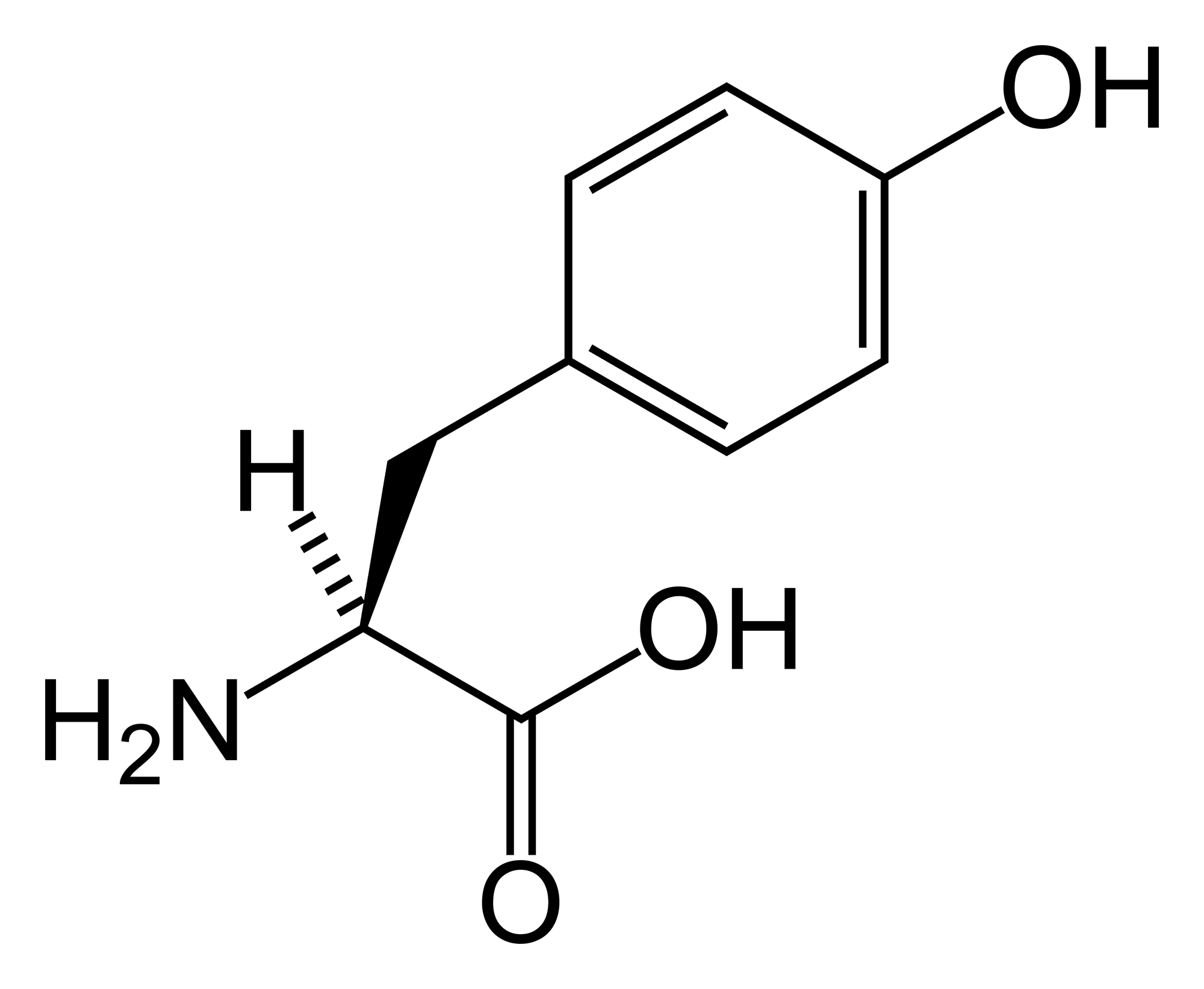
Tirosina

Un aminoácido aromático (AAA)  es un aminoácido que incluye un anillo aromático. Entre los 20 aminoácidos estándar, los siguientes son aromáticos: fenilalanina, triptófano, tirosina e histidina. Teniendo en cuenta que la tirosina también se puede clasificar como un aminoácido polar, además de ser aromático. Además, aunque la histidina contiene un anillo aromático, sus propiedades básicas hacen que se clasifique predominantemente como un aminoácido polar; sin embargo, el compuesto sigue siendo aromático. 

## Estructura química y propiedades
Aunque su estructura química es consistente con la de un aminoácido, los aminoácidos aromáticos no absorben la luz en la región visible. En cambio, absorben la luz ultravioleta a una longitud de onda superior a 250 nm y producen fluorescencia. Esta característica se utiliza en análisis cuantitativos, especialmente para determinar las concentraciones de estos aminoácidos en solución. Esto se logró mediante la utilización de un espectrofotómero UV y la ecuación de la Ley de Beer-Lambert. La mayoría de las proteínas tendrán una absorción máxima a 280 nm debido a la presencia de aminoácidos aromáticos en su estructura primaria. Sin embargo, debido a que existen varios aminoácidos aromáticos, este método tiene poca precisión; para mitigar este problema, la proteína deseada debe ser pura y debe conocerse su capacidad de absorción molar. Además, una proteína sin aminoácidos aromáticos no tendrá una absorción máxima a aproximadamente 280 nm. La presencia de ácidos nucleicos en la proteína puede disminuir aún más la precisión del método debido a la presencia de anillos de purina y pirimidina, que tienen un máximo de absorción a aproximadamente 260 nm. La fenilalanina tiene una absorbancia relativamente débil en comparación con los otros aminoácidos aromáticos estándar; su presencia en una proteína solo puede detectarse si no hay triptófano y tirosina. Su absorción máxima se produce a 257 nm. En consecuencia, tiene una fluorescencia relativamente débil. El triptófano tiene la absorbancia relativa más alta en comparación con los otros aminoácidos aromáticos estándar; su absorción máxima se produce a 280 nm. La cadena lateral del triptófano no se titula. La absorción máxima de tirosina ocurre a 274 nm. En reacciones químicas, la tirosina puede funcionar como nucleófilo.

## Ocurrencia y funciones en bioquímica

### Vías de biosíntesis

#### Ruta del ácido shikímico
En las plantas, la ruta del ácido shikímico primero conduce a la formación de corismato, que es el precursor de la fenilalanina, la tirosina y el triptófano. Estos aminoácidos aromáticos son los derivados de muchos metabolitos secundarios, todos esenciales para las funciones biológicas de una planta, como las hormonas salicilato y auxina. Esta vía contiene enzimas que pueden ser reguladas por inhibidores, que pueden detener la producción de corismato y, en última instancia, las funciones biológicas del organismo. Los herbicidas y los antibióticos funcionan inhibiendo estas enzimas involucradas en la biosíntesis de aminoácidos aromáticos, haciéndolos tóxicos para las plantas. El glifosato, un tipo de herbicida, se usa para controlar la acumulación de exceso de malezas. Además de destruir las malezas, el glifosato puede afectar fácilmente el mantenimiento de la microbiota intestinal en los organismos huéspedes al inhibir específicamente la 5-enolpiruvylshikinate-3-fosfato sintasa que impide la biosíntesis de aminoácidos aromáticos esenciales. La inhibición de esta enzima produce trastornos como enfermedades gastrointestinales y enfermedades metabólicas.

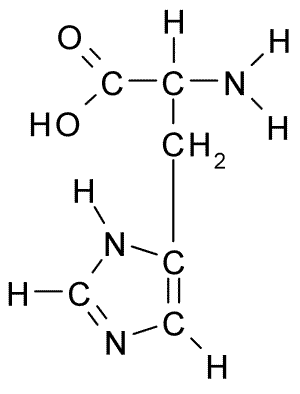
Histidina

#### Aminoácidos aromáticos como precursores
Los aminoácidos aromáticos a menudo sirven como precursores de otras moléculas. Por ejemplo, en la producción de epinefrina, la fenilalanina es la molécula inicial. La tirosina se sintetiza a partir de fenilalanina; Ambos son aminoácidos aromáticos. La reacción se indica a continuación: 
Fenilalanina → Tirosina → L-DOPA → Dopamina → Norepinefrina → Epinefrina
En la producción de tiroxina, la fenilalanina también sirve como molécula de partida: 
Fenilalanina → Tirosina → Tiroxina
En la producción de serotonina, el triptófano es la molécula inicial, como se indica a continuación: 
Triptófano → 5-hidroxitriptófano → Serotonina
Además, la histidina es el precursor de la histamina. 

### Requerimientos nutricionales
Los animales obtienen aminoácidos aromáticos de su dieta, pero todas las plantas y microorganismos deben sintetizar sus aminoácidos aromáticos a través de la ruta del ácido shikímico metabólicamente costosa para poder hacerlos. La fenilalanina, el triptófano y la histidina son aminoácidos esenciales para los animales. Como no se sintetizan en el cuerpo humano, deben derivarse de la dieta. La tirosina es semi-esencial; por lo tanto, puede ser sintetizado por el animal, pero solo a partir de fenilalanina. La fenilcetonuria, un trastorno genético que ocurre como resultado de la incapacidad de descomponer la fenilalanina, se debe a la falta de la enzima fenilalanina hidroxilasa. La falta de triptófano en la dieta puede causar un desarrollo esquelético atrofiado.